# Zoilo Saldías
Zoilo Saldías Lecumberri, (Salto, Uruguay, 27 de junio de 1886- Montevideo, 29 de abril de 1942) fue un político y magistrado uruguayo, que se desempeñó como constituyente y ministro de Industrias y Trabajo, culminando su vida pública como miembro de la Suprema Corte de Justicia de su país desde 1938 hasta su muerte.

## Biografía

### Primeros años
Nació en Salto el 27 de junio de 1886. Era hijo de Juan José Saldías y Martina Lecumberri, ambos españoles.
Cursó estudios en la Universidad Mayor de la República, obteniendo primero el título de Químico Farmacéutico en 1908, desempeñando tareas durante varios años en la Facultad de Medicina hasta 1923. Luego cursó estudios en la Facultad de Derecho hasta graduarse también como abogado en 1922, profesión que ejerció igualmente durante varios años; escribiendo incluso algunos artículos sobre temas jurídicos.

### Carrera política
En 1923 resultó electo diputado suplente por Montevideo para la 28ª legislatura (1923-1926).
Fue docente universitario y en agosto de 1927 fue nombrado miembro del Consejo Nacional de Enseñanza Primaria y Normal por el trienio 1927-1930 obteniendo su jubilación en 1932 por el ejercicio de dichos cargos.
Tras el golpe de Estado de Gabriel Terra, en 1933 fue electo miembro por el departamento de Colonia y por el Partido Nacional de la Asamblea Constituyente que redactó la nueva Constitución de 1934.
El 19 de marzo de 1935 fue designado por el presidente Terra como ministro de Industrias y Trabajo, jurando el cargo al día siguiente. Permaneció en dicha cartera ministerial durante casi tres años, casi hasta el final del mandato presidencial de Terra.

### Suprema Corte de Justicia
El 24 de febrero de 1938 fue electo por la Asamblea General como ministro de la Suprema Corte de Justicia, junto a Román Álvarez Cortés, para cubrir las dos vacantes dejadas por los fallecimientos de Blas Vidal y Mariano Pereira Núñez. Prestó juramento el mismo día. 
Ocupó la Presidencia de la Corte en el año 1939.
Conforme a la Constitución de 1934, que limitaba a diez años el desempeño del cargo de miembro de la Suprema Corte de Justicia, Saldías hubiera podido ocuparlo hasta 1948; pero falleció el 29 de abril de 1942, a los 55 años.
Saldías fue uno de los pocos integrantes a lo largo de la historia de la Corte en haber sido designado para la misma sin ser un magistrado de carrera (los otros fueron Benito Cuñarro, Pablo de María, Juan Aguirre y González y Blas Vidal); y fue el último en tener tal condición. Desde entonces hasta la actualidad -incluso en el período de la última dictadura cívico-militar- tales cargos fueron ocupados siempre por personas provenientes de la magistratura. 
Fue también el último de siete miembros de la Corte en fallecer sucesivamente en el ejercicio de su cargo en solo trece años, siendo los anteriores Julio Bastos (1929), Teófilo Piñeyro (1931), Pedro Aladio (1934), Blas Vidal (1938), Mariano Pereyra Núñez (1938) y Román Álvarez Cortés (1941); los que representan la mitad de los 14 magistrados que fallecieron siendo integrantes de la Corte en todo el período transcurrido desde la creación de la Alta Corte en 1907 hasta el presente.
La vacante producida por su fallecimiento y la generada por el cese de Jaime Cibils Larravide fueron cubiertas con las designaciones de Juan M. Minelli y José B. Nattino.

### Vida personal
Saldías contrajo matrimonio en 1910 con María Eugenia Domingot. Su esposa le sobrevivió tres años y falleció en diciembre de 1945.